# Kristalltorget

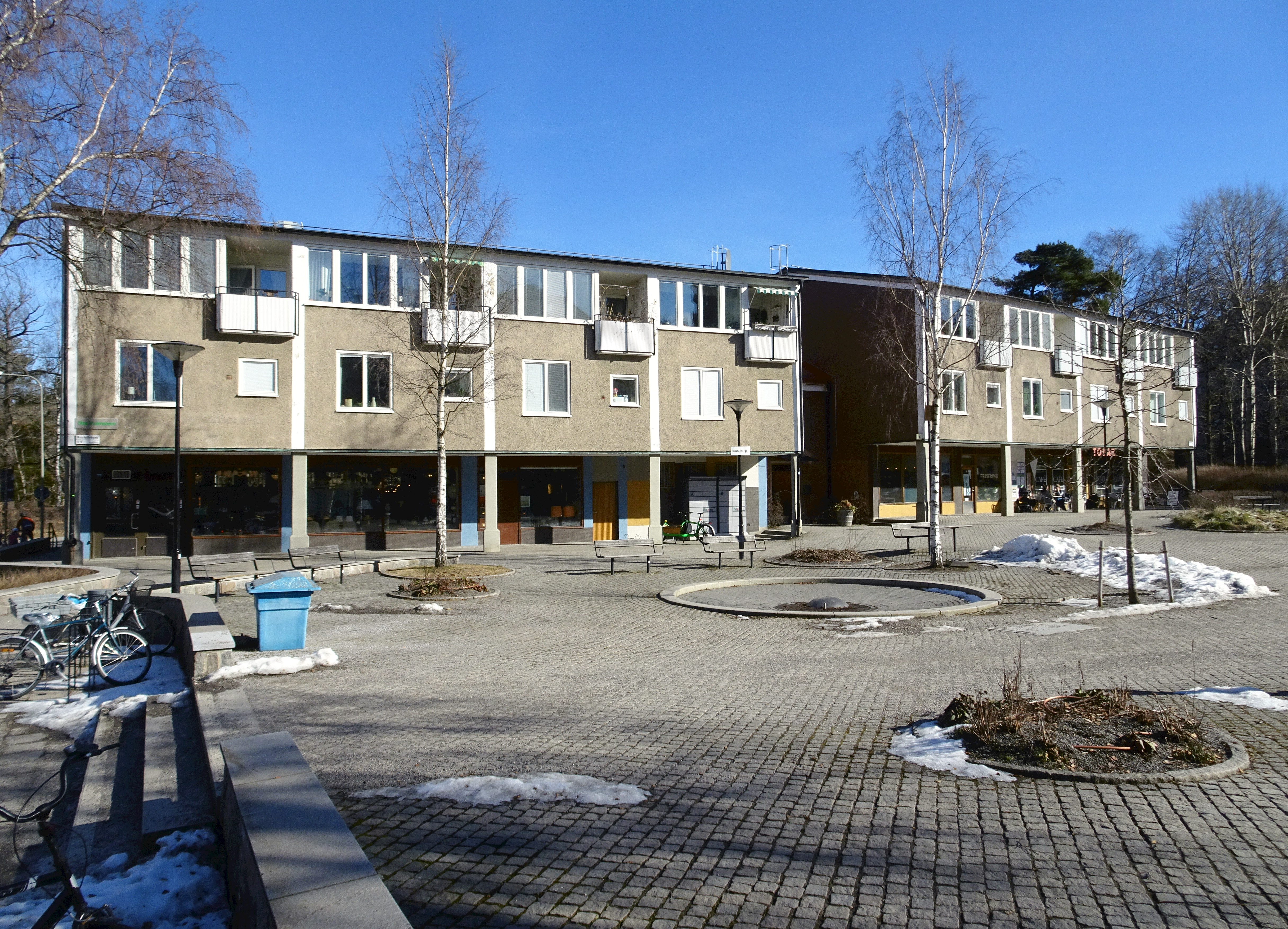
Kristalltorgets nordöstra länga, mars 2022.

Kristalltorget är ett torg i stadsdelen Solberga i Söderort i Stockholms kommun. Torget ligger i stadsdelens västra del, och är efter Klacktorget det något mindre av Solbergas två centrumanläggningar. Båda är grönmärkta av Stadsmuseet i Stockholm vilket innebär "särskilt värdefull från historisk, kulturhistorisk, miljömässig eller konstnärlig synpunkt".

## Historik

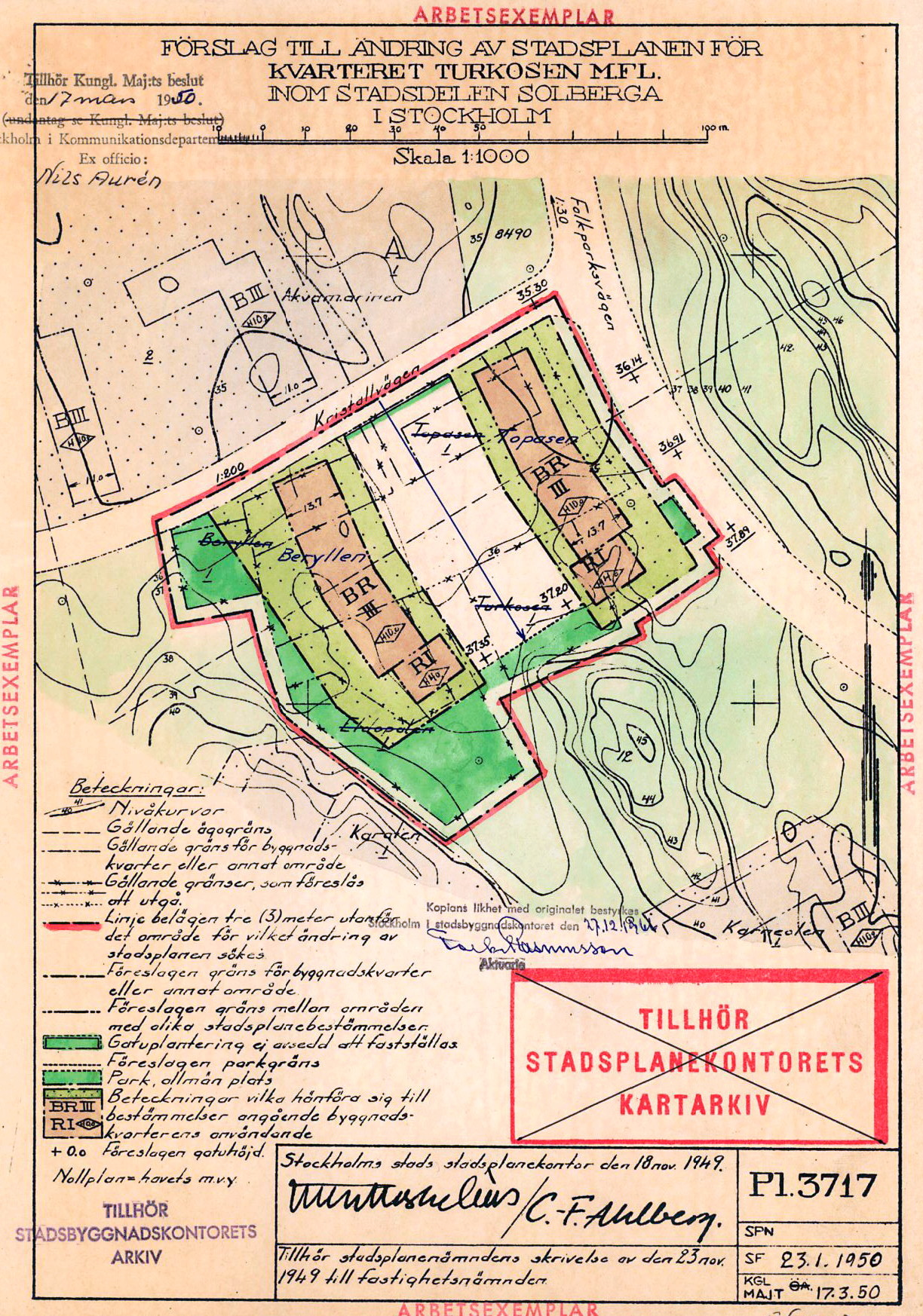
Stadsplan Pl. 3717 från 1949.

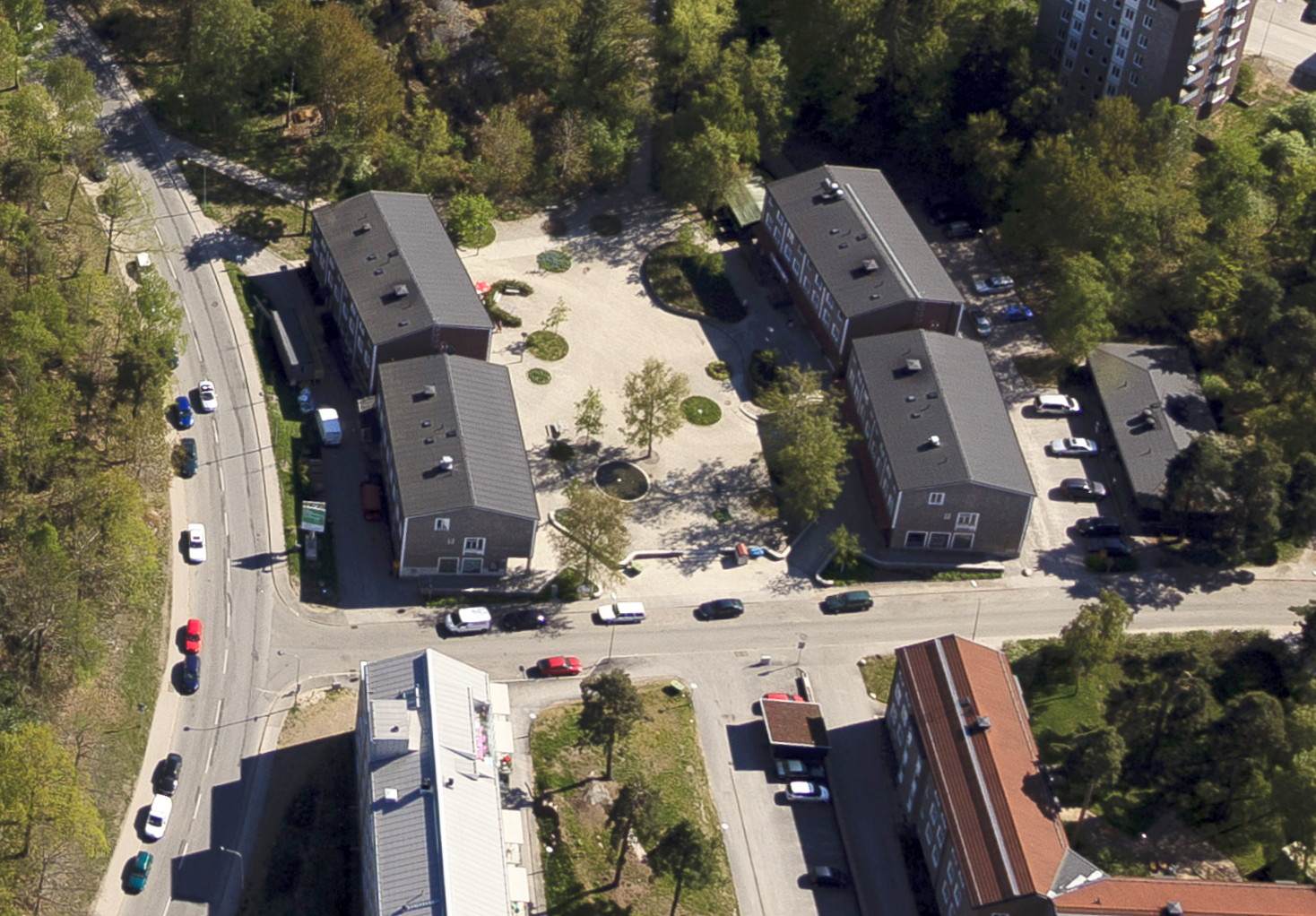
Kristalltorget från luften, maj 2011.

En stadsplan för en mindre centrumanläggning upprättades redan 1949. Vid Kristallvägen och mellan kvarteren Topasen och Beryllen föreslog planen ett stadsdelscentrum med bostadshus och butiker samt annan service i bottenvåningen. Enligt den ursprungliga stadsplanen skulle Kristalltorget öppna sig mot Folkparksvägen, men på arkitekterna Backström & Reinius initiativ vändes det istället mot lokalgatan (Kristallvägen) varigenom det fick en lugn och vacker karaktär. Torgets namn hör till kategorin smycken och anknyter till närbelägna Kristallvägen, Diamantvägen, Rubinvägen och Safirvägen som fick sina gatunamn 1948.
Torgets bebyggelse uppfördes av AB Stockholmshem under 1950-talet efter ritningar av Backström & Reinius. De formgav bebyggelsen i den då rådande Folkhemsarkitekturen, och inspirerad av tidens grannskapstanken. Själva torget ritades av landskapsarkitekten Erik Glemme som då var anställd vid Gatu- och fastighetskontorets parkavdelning. Torget är stenlagt och smyckat med en fontän och cirkelrunda planteringar. Platsens gestaltning utgör ett bra exempel för vad man menade med en "god bostadsmiljö". Inte alla idéer förverkligades, exempelvis kom ett medborgarhus och en hantverksbyggnad inte till stånd. Kristalltorget skulle även betjäna Västberga vilket inte heller fungerade. Även Solbergaskolan skulle ligga närmare centrumet än vad som sedan blev fallet.
Till en början låg här bland annat tobaksbutik, frisör, blomsterhandel, fiskaffär, bageri, mjölkaffär, färghandel, textilaffär, postkontor och två livsmedelsbutiker (Konsum och ICA). Så småningom försvann nästa alla affärer. Solbergabona handlade hellre i Älvsjö centrum eller vid Telefonplan och platsen började kallas ”döda torget”. Kvar från 1950-talet blev en frisersalong och tobakshandlarens skylt, dock ingen tobaksbutik. 
Sedan våren 2019 finns en arbetsgrupp inom Hyresgästförening Kristallskon som arbetar för att göra Kristalltorget igen till en levande mötesplats. Själva torgets ytor och planteringar upprustades 2007 och en gång till år 2019 med medel från Stockholms trafikkontor. Idag (2022) finns utöver frisör ett kafé, en restaurang, en lampaffär och en massagesalong, resten står igenbommat.

## Bilder

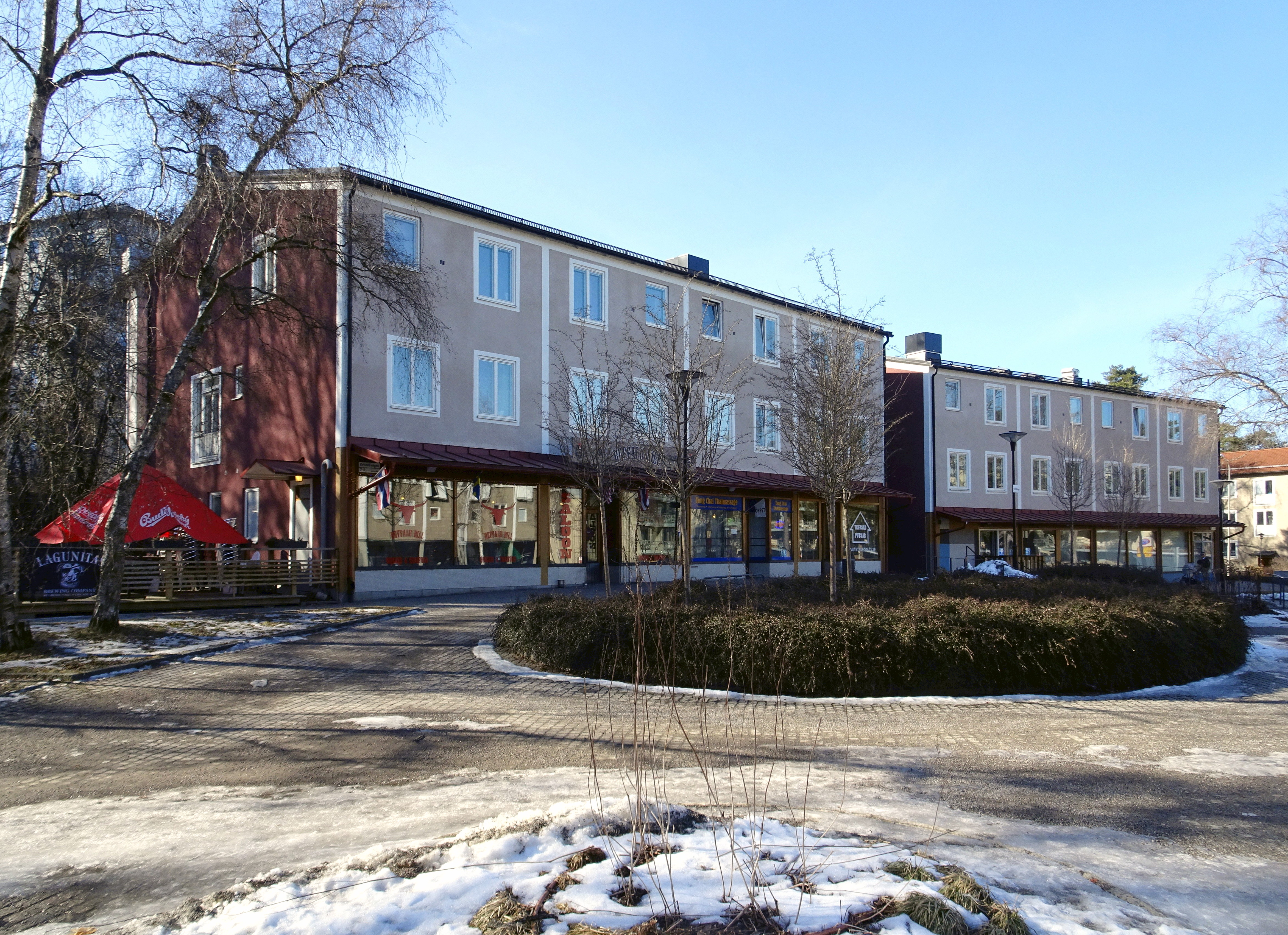
Torgets sydvästra länga (kvarteret Beryllen).
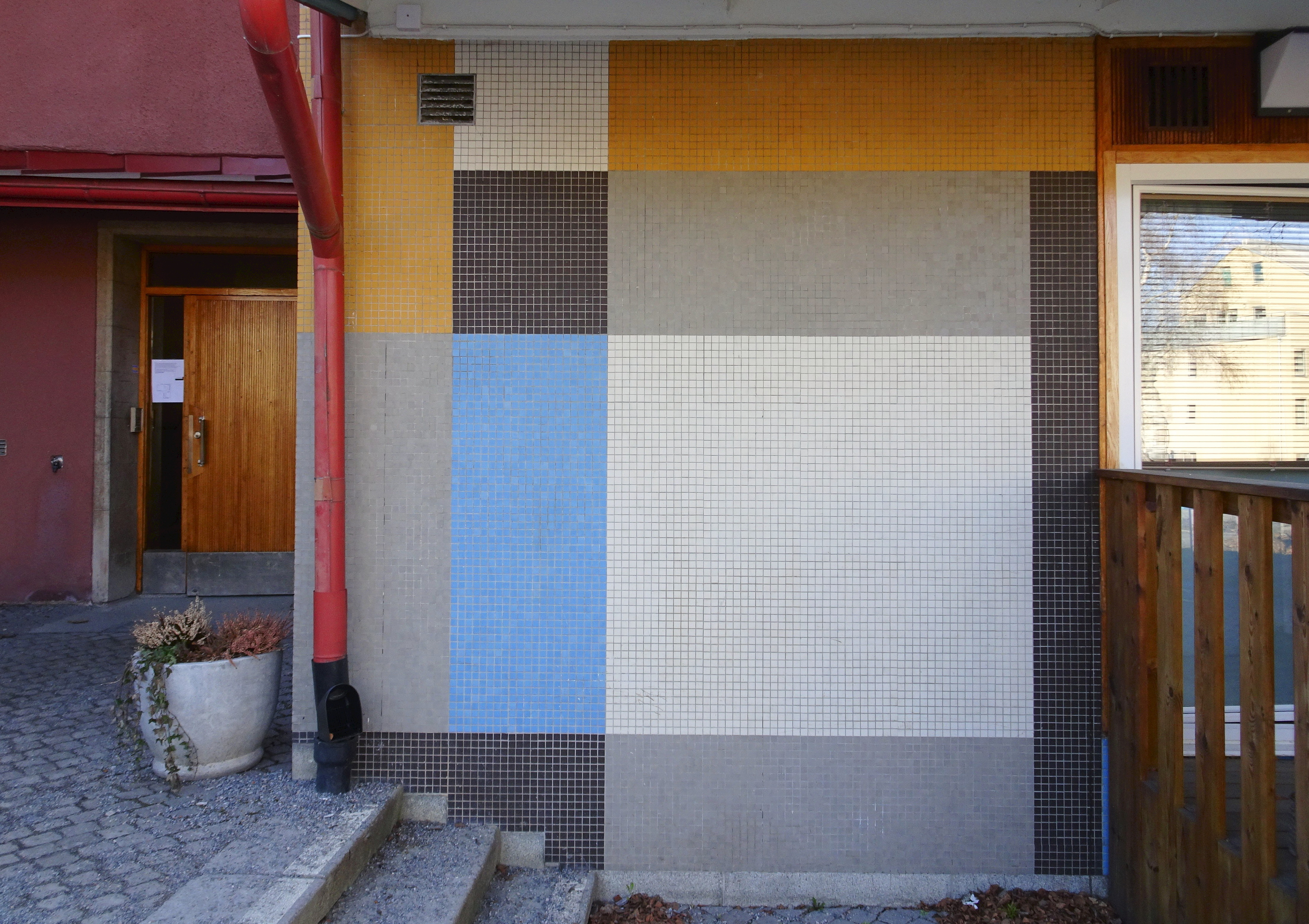
Mosaikmönster (kvarteret Beryllen).
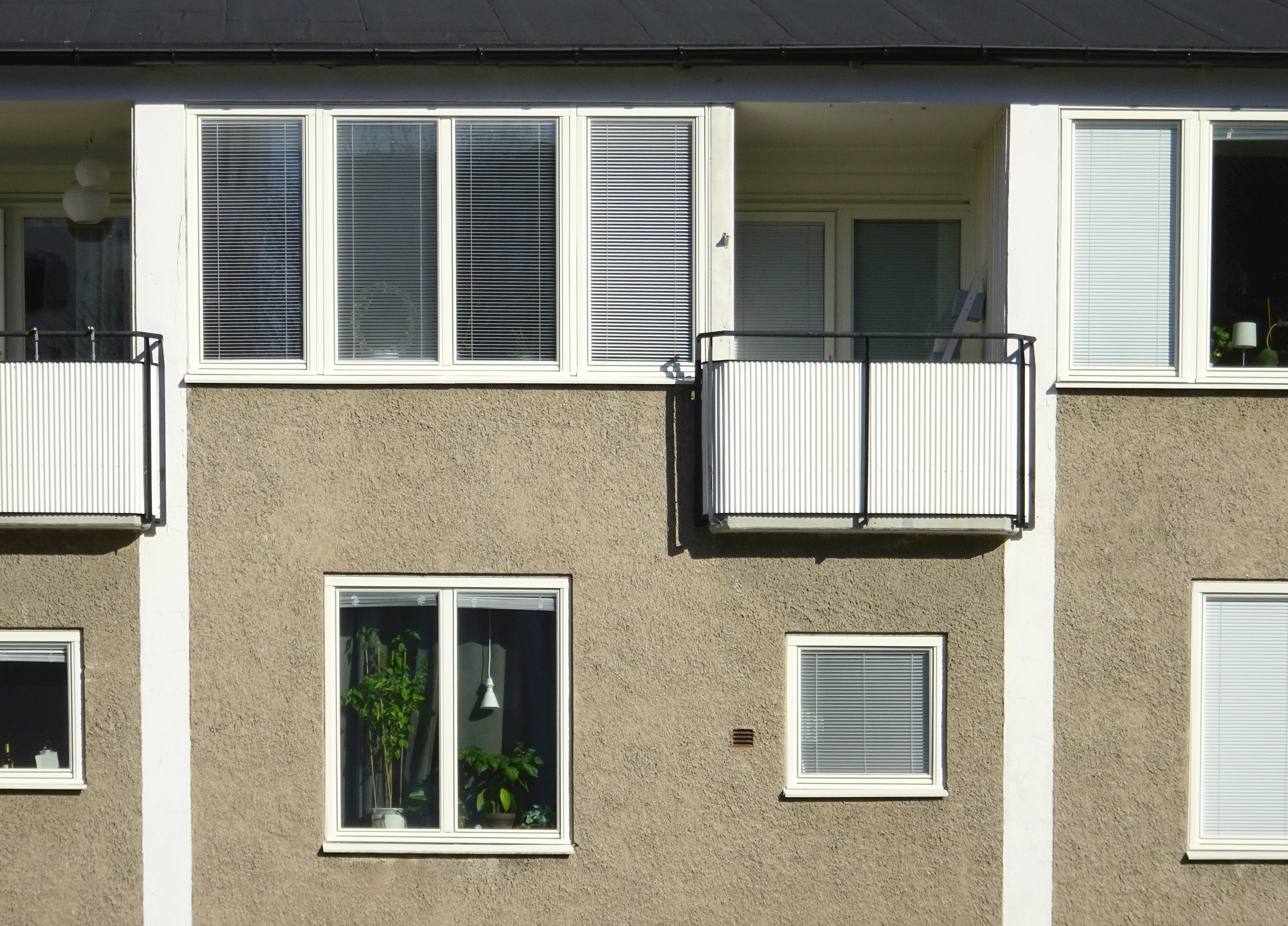
Balkonger (kvarteret Topasen).
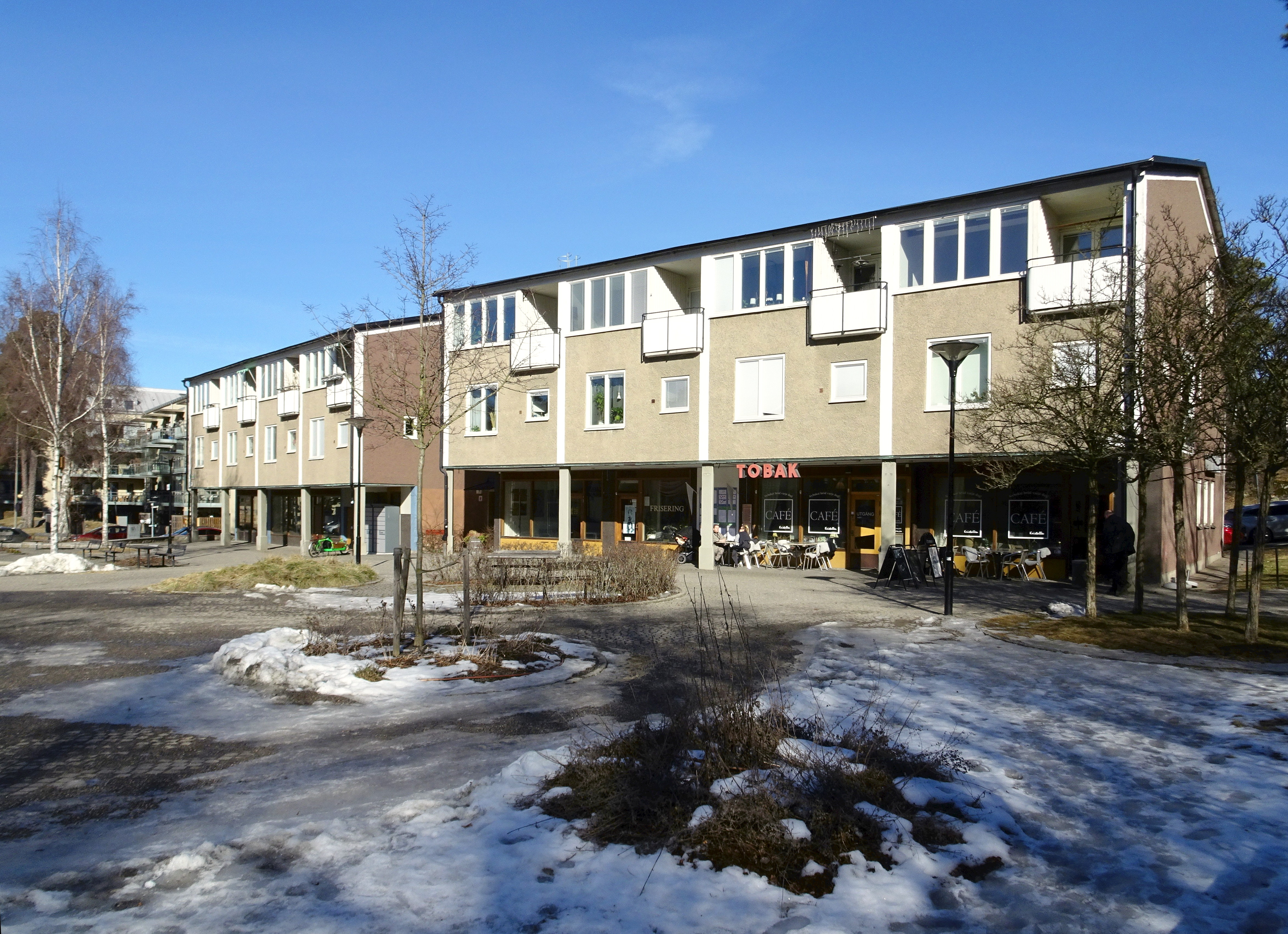
Torgets nordöstra länga (kvarteret Topasen).